# 简·坎贝尔
简·坎贝尔（英語：Jane Campbell，1995年2月17日—），美国女子足球运动员，场上位置是守门员。她曾代表美国国家队参加2020年夏季奥林匹克运动会足球比赛，获得一枚铜牌。